# Rudolf Malter
Rudolf Malter (Spiesen, 30 luglio 1937 – Magonza, 2 dicembre 1994) è stato un filosofo tedesco.
Professore all'Università Johannes Gutenberg di Magonza, dal 1984 al 1992 fu presidente della Schopenhauer-Gesellschaft. 
È stato considerato un importante ricercatore di Kant e Schopenhauer nel XX secolo. In particolare, considerava il suo lavoro filosofico come una comprensione, una rievocazione e un ulteriore sviluppo del pensiero filosofico trascendentale di Immanuel Kant. Il principale risultato di Malter fu la riscoperta di Schopenhauer come filosofo il cui pensiero apparteneva categoricamente e terminologicamente alla filosofia post-kantiana.

## Biografia
Dopo aver difeso la sua dissertazione dottorale intitolata Reflexion und Glaube bei Georg Hermes: Historisch-systematische Studie zu einem zentralen Problem der modernen Religionsphilosophie ("Riflessione e fede in Georg Hermes: uno studio storico e sistematico di un problema centrale della filosofia della religione moderna", 1966), nel 1969 Malter fu nominato assistente universitario all'Università Johannes Gutenberg di Magonza, dove il suo supervisore di dottorato Joachim Kopper aveva assunto la cattedra di Fritz-Joachim von Rintelen. 
Nello stesso anno, iniziò a lavorare nella Kant-Gesellschaft, appena fondata da Gottfried Martin e Ingeborg Heidemann a Bonn e che aveva trovato il proprio centro di lavoro e organizzativo permanente a Magonza.
Nella sua tesi di abilitazione all'insegnamento universitario, intitolata Das reformatorische Denken und die Philosophie: Luthers Entwurf einer transzendental-praktischen Metaphysik ("Pensiero e filosofia della Riforma: la traccia di Lutero di una metafisica trascendentale-pratica"), Malter mise in relazione la filosofia trascendentale di Kant con la metafisica a sfondo religioso.
Nel 1990 fondò il Centro di ricerca su Kant dell'Università di Magonza.
Nel 1991, Malter pubblicò l'opera fondamentale su Arthur Schopenhauer. Transzendentalphilosophie und Metaphysik des Willens ("Arthur Schopenhauer. Filosofia trascendentale e metafisica della volontà"), dove sottolineò in particolare la "funzione soteriologica del sistema" filosofico. 
Nella sua recensione del 1994, Wolfgang Marx scrisse: 
Seguendo Kant, Malter presentò sistematicamente il metodo zetetico della filosofia.
Nell'ambito della sua ricerca, Malter lavorò intensamente nel campo della bibliografia e della storia della ricerca. Curò l'edizione di numerose opere filosofiche fondamentali e pubblicò volumi di materiale su Kant, nonché documentazioni e antologie sulla vita e l'opera di Kant e Schopenhauer.
Dal 1984 al 1992, Malter succedette ad Artur Hübscher e Wolfgang Schirmacher come presidente della Schopenhauer-Gesellschaft e curatore del Schopenhauer Jahrbuch.
Dal 1984 è stato co-editore della rivista Kant-Studien, con Joachim Kopper e Gerhard Funke.
Dal 1993 al 1994, Malter è stato presidente della Kant-Gesellschaft e. V. di Bonn.
È stato anche cancelliere della Gesellschaft der Freunde Kants (Società degli Amici di Kant), ex Königsberg (dal 1947 a Gottinga, dal 1974 a Magonza).

## Filosofia
Nel suo necrologio, Heinz Gerd Ingenkamp vide Malter non come uno "schopenhaueriano", ma come un pensatore che è arrivato a Schopenhauer attraverso Lutero e Kant e ha perseguito l'idea della redenzione fin dall'inizio: 
Ingenkamp si riferiva a un saggio pubblicato da Malter nel 1982: Erlösung durch Erkenntnis. Über die Bedingung der Möglichkeit der Schopenhauerschen Lehre von der Willensverneinung ("La redenzione attraverso la conoscenza. Sulla condizione di possibilità della dottrina di Schopenhauer della negazione della volontà") nel quale Malter superava la consueta interpretazione di Schopenhauer che intendeva la conoscenza come via di salvezza, nella misura in cui non riferiva questa conoscenza esclusivamente in modo soggettivo all'intelletto umano di un individuo. L'autore spostò il focus sul nesso mondo-volontà, che si redime in e attraverso l'autoconoscenza umana:
Ingenkamp sottolineò che la lettura kantiana di Schopenhauer contraddiceva la lettura platonica abituale e che Malter fu in grado di fornire una prova con la sua comprensione di Kant e fu ammesso per questo nella Kantgesellschaft: 

## Opere
- Reflexion und Glaube bei Georg Hermes: Historisch-systematische Studie zu einem zentralen Problem der modernen Religionsphilosophie. 1966.
- Joachim Kopper u. Rudolf Malter (Hrsg.): Immanuel Kant zu ehren. Suhrkamp Ff./M. 1974 ISBN 3-518-07661-2
- Das reformatorische Denken und die Philosophie: Luthers Entwurf einer transzendental-praktischen Metaphysik. Bouvier, Bonn 1980.
- Erlösung durch Erkenntnis. Über die Bedingung der Möglichkeit der Schopenhauerschen Lehre von der Willensverneinung, in: Zeit der Ernte. Festschrift für Arthur Hübscher. Hrsg. von W. Schirmacher. Stuttgart-Bad Cannstatt 1982, 41–59.
- Kleines Schopenhauer-Brevier. Gedanken aus dem Handschriftlichen Nachlaß. Auswahl und Nachwort. Frankfurt a. M.: Insel Verlag 1987
- Der eine Gedanke. Hinführung zur Philosophie Arthur Schopenhauers. Darmstadt: Wissenschaftliche Buchgesellschaft 1988
- Arthur Schopenhauer: Transzendentalphilosophie und Metaphysik des Willens. Stuttgart-Bad Cannstatt: Frommann-Holzboog 1991.
- (Hrsg.): Denken wir uns aber als verpflichtet.... Königsberger Kant-Ansprachen 1804–1945. Harald Fischer Verlag, Erlangen 1992. ISBN 3-89131-027-7